# ATP Nottingham
Das ATP-Turnier von Nottingham (offiziell zuletzt AEGON Open Nottingham) war ein britisches Herren-Tennisturnier.

## Geschichte
Der Wettbewerb war Nachfolger des Turniers von Manchester und wurde zunächst von 1995 bis 2008 in Nottingham auf Rasen ausgetragen und diente als Vorbereitung für das Turnier von Wimbledon. 2009 wurde das Turnier durch den Wettbewerb von Eastbourne ersetzt. Nach der Einstellung des Turniers auf ATP-Ebene wurden in Nottingham im Rahmen der ATP Challenger Tour zwei Turniere ausgetragen, die AEGON Trophy sowie die AEGON Nottingham Challenge.
Im Jahr 2014 wurde bekannt, dass der Herrenbewerb in Eastbourne ab 2015 wieder nach Nottingham zurückkehrt; das Turnier wurde weiterhin auf Rasen ausgetragen, allerdings mit einem vergrößerten 48er-Hauptfeld. Wie auch das Turnier in Eastbourne fand das neue Turnier in Nottingham in der Woche vor Wimbledon statt. 2016 war die letzte Ausgabe im Rahmen der ATP Tour 250. Fortan wurde das Turnier wieder im Rahmen der Challenger Tour ausgetragen.

## Siegerliste
Rekordsieger mit je zwei Turniergewinnen sind Greg Rusedski, Jonas Björkman, Richard Gasquet und Ivo Karlović.

### Einzel
| Jahr                         | Sieger              | Finalgegner       | Finalergebnis   |
| ---------------------------- | ------------------- | ----------------- | --------------- |
| 2016                         | Steve Johnson       | Pablo Cuevas      | 7:65, 7:5       |
| 2015                         | Denis Istomin       | Sam Querrey       | 7:61, 7:66      |
| 2009–2014: nicht ausgetragen |                     |                   |                 |
| 2008                         | Ivo Karlović (2)    | Fernando Verdasco | 7:5, 6:74, 7:68 |
| 2007                         | Ivo Karlović (1)    | Arnaud Clément    | 3:6, 6:4, 6:4   |
| 2006                         | Richard Gasquet (2) | Jonas Björkman    | 6:4, 6:3        |
| 2005                         | Richard Gasquet (1) | Maks Mirny        | 6:2, 6:3        |
| 2004                         | Paradorn Srichaphan | Thomas Johansson  | 1:6, 7:64, 6:4  |
| 2003                         | Greg Rusedski (2)   | Mardy Fish        | 6:3, 6:2        |
| 2002                         | Jonas Björkman (2)  | Wayne Arthurs     | 6:2, 6:75, 6:2  |
| 2001                         | Thomas Johansson    | Harel Levy        | 7:5, 6:3        |
| 2000                         | Sébastien Grosjean  | Byron Black       | 7:67, 6:3       |
| 1999                         | Cédric Pioline      | Kevin Ullyett     | 6:3, 7:5        |
| 1998                         | Jonas Björkman (1)  | Byron Black       | 6:3, 6:2        |
| 1997                         | Greg Rusedski (1)   | Karol Kučera      | 6:4, 7:5        |
| 1996                         | Jan Siemerink       | Sandon Stolle     | 6:3, 7:60       |
| 1995                         | Javier Frana        | Todd Woodbridge   | 7:64, 6:3       |

### Doppel
| Jahr                         | Sieger                                     | Finalgegner                    | Finalergebnis    |
| ---------------------------- | ------------------------------------------ | ------------------------------ | ---------------- |
| 2016                         | Dominic Inglot Daniel Nestor               | Ivan Dodig Marcelo Melo        | 7:5, 7:64        |
| 2015                         | Chris Guccione André Sá                    | Pablo Cuevas David Marrero     | 6:2, 7:5         |
| 2009–2014: nicht ausgetragen |                                            |                                |                  |
| 2008                         | Bruno Soares Kevin Ullyett                 | Jeff Coetzee Jamie Murray      | 6:2, 7:65        |
| 2007                         | Jamie Murray Eric Butorac                  | Joshua Goodall Ross Hutchins   | 4:6, 6:3, [10:5] |
| 2006                         | Jonathan Erlich (2) Andy Ram (2)           | Igor Kunizyn Dmitri Tursunow   | 6:3, 6:2         |
| 2005                         | Jonathan Erlich (1) Andy Ram (1)           | Simon Aspelin Todd Perry       | 4:6, 6:3, 7:5    |
| 2004                         | Paul Hanley Todd Woodbridge                | Rick Leach Brian MacPhie       | 6:4, 6:3         |
| 2003                         | Bob Bryan Mike Bryan (2)                   | Joshua Eagle Jared Palmer      | 7:63, 4:6, 7:64  |
| 2002                         | Mike Bryan (1) Mark Knowles                | Donald Johnson Jared Palmer    | 0:6, 7:63, 6:4   |
| 2001                         | Donald Johnson (2) Jared Palmer            | Paul Hanley Andrew Kratzmann   | 6:4, 6:2         |
| 2000                         | Piet Norval Donald Johnson (1)             | Ellis Ferreira Rick Leach      | 1:6, 6:4, 6:3    |
| 1999                         | Patrick Galbraith (2) Justin Gimelstob (2) | Marius Barnard Brent Haygarth  | 5:7, 7:5, 6:3    |
| 1998                         | Justin Gimelstob (1) Byron Talbot          | Sébastien Lareau Daniel Nestor | 7:5, 6:7, 6:4    |
| 1997                         | Ellis Ferreira Patrick Galbraith (1)       | Danny Sapsford Chris Wilkinson | 4:6, 7:6, 7:6    |
| 1996                         | Mark Petchey Danny Sapsford                | Neil Broad Piet Norval         | 6:7, 7:6, 6:4    |
| 1995                         | Luke Jensen Murphy Jensen                  | Patrick Galbraith Danie Visser | 6:2, 6:4         |